# Christl M. Maier

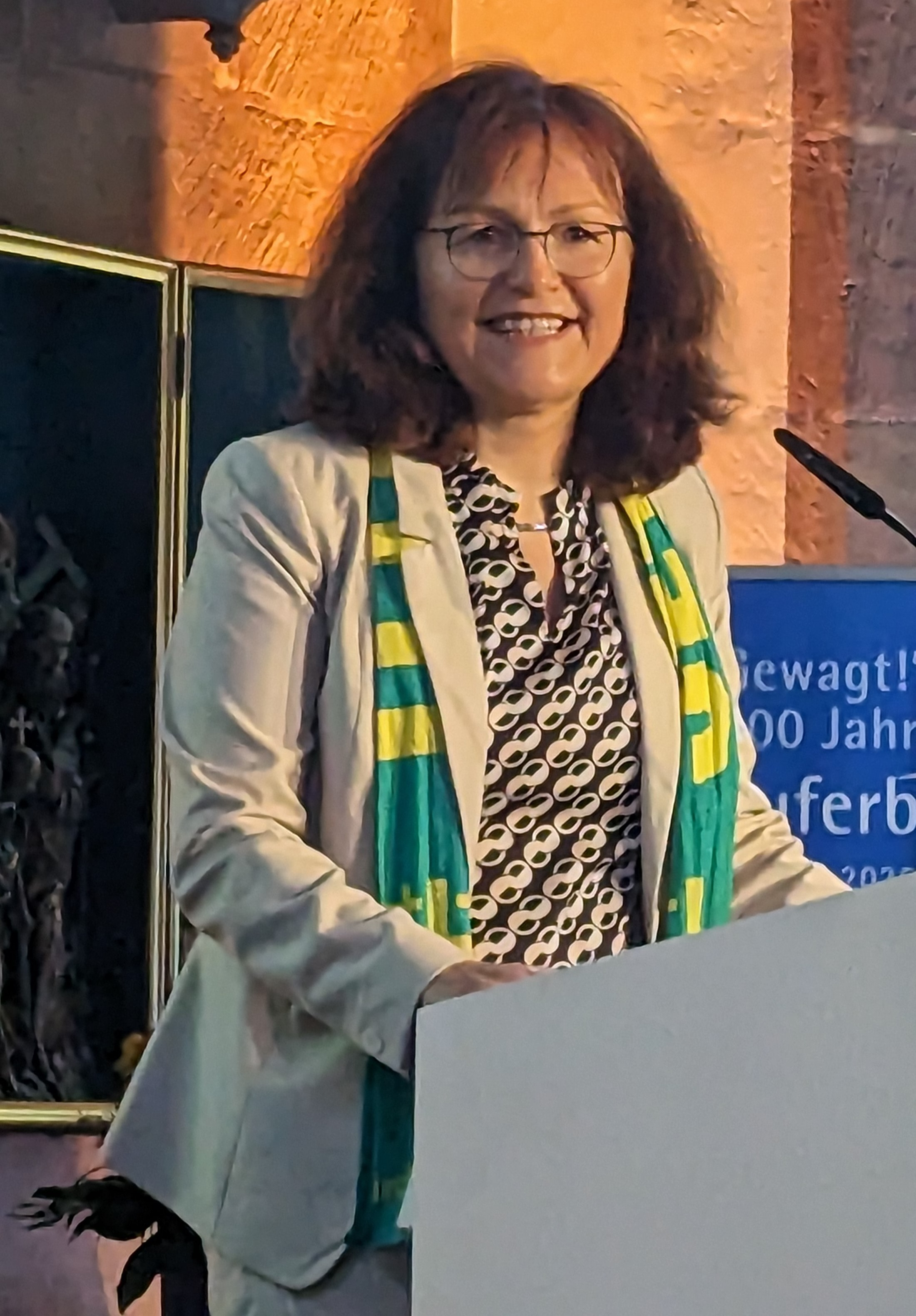
Christl M. Maier beim Deutschen Evangelischen Kirchentag 2023

Christl M. Maier (* 1962 in Ellwangen) ist eine deutsche evangelische Theologin und Alttestamentlerin.

## Leben
Nach der Schulausbildung (1969–1982) mit Abitur am Hariolf-Gymnasium Ellwangen und dem Diakonischen Jahr (1982–1983) bei Sonnenhof e.V., Behindertenhilfe Schwäbisch Hall (Evangelisches Diakoniewerk Schwäbisch Hall) studierte sie von 1984 bis 1990 evangelische Theologie an der Universität Tübingen und der Kirchlichen Hochschule Berlin. Nach dem ersten theologischen Examen 1990 der Evangelischen Landeskirche in Württemberg und der Promotion 1994 an der Theologischen Fakultät der HU Berlin war sie von 1990 bis 1995 wissenschaftliche Mitarbeiterin am Lehrstuhl für Altes Testament und Biblische Archäologie (Peter Welten) an der Kirchlichen Hochschule Berlin (bis 1993) und der Theologischen Fakultät der HU Berlin.
Nach der Habilitation 2000 an der Theologischen Fakultät der HU Berlin ist sie seit 2007 Professorin (W 3) für Altes Testament an der Philipps-Universität Marburg.
Christl M. Maier ist seit 2012 Mitglied im Präsidium des Deutschen Evangelischen Kirchentags.

## Schriften (Auswahl)
- Die „fremde Frau“ in Proverbien 1–9. Eine exegetische und sozialgeschichtliche Studie. Göttingen 1995, ISBN 3-7278-1017-3.
- Jeremia als Lehrer der Tora. Soziale Gebote des Deuteronomiums in Fortschreibungen des Jeremiabuches. Göttingen 2002, ISBN 3-525-53880-4.
- Daughter Zion, mother Zion. Gender, space, and the sacred in ancient Israel. Minneapolis 2008, ISBN 978-0-8006-6241-7.
- mit Louis C. Jonker, Gideon R. Kotzé (Hrsg.): Congress volume Stellenbosch 2016. Leiden 2017, ISBN 978-90-04-35364-0.